# Ghazarawan
Ghazarawan – wieś w Armenii, w prowincji Aragacotn. W 2011 roku liczyła 450 mieszkańców.